# Weerapat Doakmaiklee
 Weerapat Doakmaiklee (* 13. Juni 1987) ist ein ehemaliger thailändischer Tennisspieler.

## Karriere
Doakmaiklee war von 2000 bis 2005 auf der ITF Junior Tour aktiv und spielte in Einzel und Doppel je etwa 100 Matches. Anfang 2005 erreichte er mit Platz 44 sein höchstes kombiniertes Ranking in der Jugend-Weltrangliste.
Im selben Jahr wurde er auch auf der Profitour aktiver. 2006 konnte Doakmaiklee sich erstmals in den Top 1000 der Tennisweltrangliste platzieren. Anfang 2007 kam er zu seinem Debüt für die thailändische Davis-Cup-Mannschaft, als er in der Begegnung gegen Taiwan sein Match in vier Sätzen verlor. In seiner Karriere kam er zu einer Bilanz im Davis Cup von 2:10. Im Verlauf des Jahres erreichte er außerdem sein erstes Finale bei einem Future und kam zu seinem Debüt auf der ATP Challenger Tour. Nach einem schwächeren Jahr gewann der Thailänder 2009 seinen ersten Future-Titel im Doppel. Nach einem weiteren Titel 2010 gewann er in den beiden Folgejahren noch weitere neun Titel, im Einzel kam er nie zu einem Titelerfolg. Hier erreichte er im August 2010 mit Rang 680 seine beste Platzierung.
Im Doppel kam er durch seine Future-Titel auch zu einigen Einsätzen bei Challengers und erreichte im Oktober 2012 mit Platz 319 sein Karrierehoch. Seinen einzigen Auftritt auf der ATP World Tour verbuchte er 2011 bei seinem Heimturnier in Bangkok. Hier trat er dank einer Wildcard mit Sonchat Ratiwatana im Doppel an. Sie unterlagen in ihrer Auftaktrunde. Ende 2012 spielte Doakmaiklee letztmals regelmäßig Tennisturniere.